# Mormia vaillanti
Mormia vaillanti är en tvåvingeart som beskrevs av Wagner 1977. Mormia vaillanti ingår i släktet Mormia och familjen fjärilsmyggor. Inga underarter finns listade i Catalogue of Life.